# 吉永站

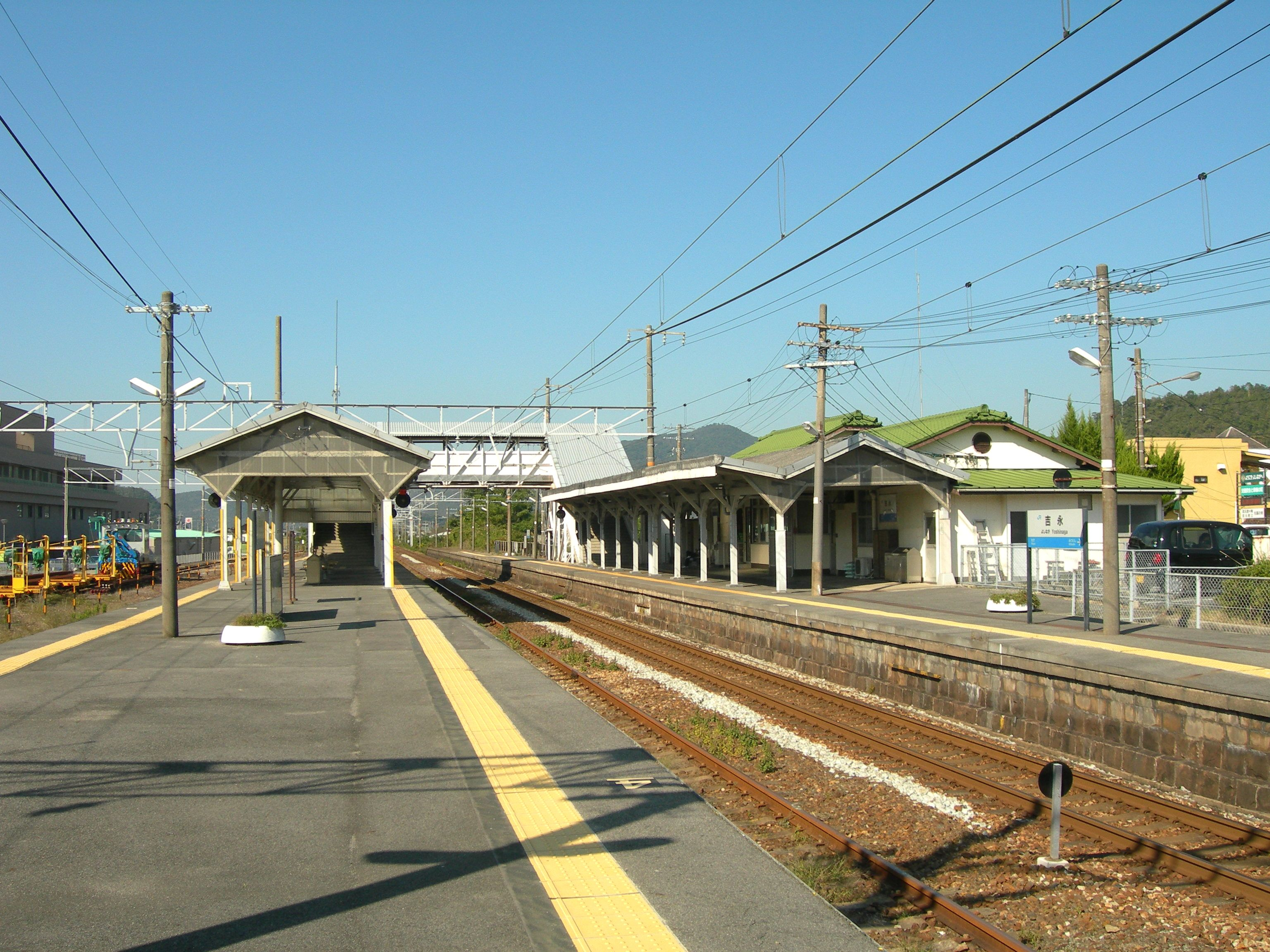
月台

吉永站（日语：／ Yoshinaga eki */?）是位於岡山縣備前市吉永町吉永中，西日本旅客鐵道（JR西日本）山陽本線的車站。
在2007年（平成19年）7月1日時間表修正至2008年（平成20年）3月15日修正之間，快速「太陽快車」設有下行1班列車停站（但是，在此站至岡山站之間為普通列車）。

## 歷史
- 1891年（明治24年）3月18日 - 山陽鐵道三石站至岡山站之間開通，車站啟用。為旅客、貨運列車。
  - 當時車站位於岡山縣和氣郡英保村（日语：吉永町）吉永中。
- 1906年（明治39年）12月1日 - 山陽鐵道國有化（日语：鉄道国有法），成為官設鐵道車站。
- 1909年（明治42年）10月12日 - 制定路線名稱。成為山陽本線車站。
- 1948年（昭和23年）
  - 10月20日 - 英保村實行町制，成為英保町（日语：吉永町），車站位於岡山縣和氣郡英保町吉永中。
  - 11月1日 - 英保町改名為吉永町（日语：吉永町）（第一次），車站位於岡山縣和氣郡吉永町吉永中。
- 1954年（昭和29年）3月1日 - 隨著吉永町（第二次）成立，車站位於岡山縣和氣郡吉永町吉永中。
- 1983年（昭和58年）12月25日 - 結束貨物起卸業務。仍然設有供棚車用的貨物月台，以供周邊生產的磚於此站起載。
- 1987年（昭和62年）4月1日 - 伴隨國鐵分割民營化，車站由西日本旅客鐵道（JR西日本）營運。
- 2005年（平成17年）3月22日 - 隨著備前市（第二次）成立，車站位於岡山縣備前市吉永町吉永中。
- 2016年（平成28年）6月1日 - 當日起整日成為無人車站[1]。
- 2018年（平成30年）9月15日 - 引入可支援ICOCA的簡易型自動閘機（日语：簡易型自動改札機）。此站可以使用ICOCA[2]。

## 車站構造
車站是一座地面車站，設有1面1線的單式月台和1面2線的島式月台，合共2面3線的混合式月台。在單式月台的1號月台側設有車站大樓，並設有跨線橋連接島式月台（2、3號月台）。列車主要使用1、3號月台，2號月台主要讓來往岡山站至此站之間的區間列車折返之用（每日3往返班次）。
此站未引入山陽本線岡山分社區間的CTC，並且沒有車站員工當值。在成為無人車站前，此站不是業務委託車站且沒有綠色窗口，為少見的情況。此站曾經是由東岡山站管理的直營車站，設有POS終端發售車票、自由席特急票。在指定票方面使用手紙補充票。隨著2016年5月運行管理系統的運作方式改變，三石站與此站於同年5月31日關閉櫃臺業務，在翌日成為無人車站。
此站曾經不可使用ICOCA乘車（不可在經此站使用ICOCA前往京阪神範圍和岡山範圍），在2018年9月使用範圍擴大與合併，此站設置了簡易型自動閘機（可支援乘車票與磁式定期票入閘），在200公里範圍內的車程可使用ICOCA。

### 月台
| 月台 | 路線     | 上下行 | 方向           |
| ---- | -------- | ------ | -------------- |
| 1    | 山陽本線 | 上行   | 相生、姬路方向 |
| 2、3 | 山陽本線 | 下行   | 岡山、三原方向 |

1號月台為上行本線，2號月台為中線，3號月台為下行本線。2號月台可向姬路方向出發，但是現時沒有定期旅客列車使用該月台往姬路方向。

## 使用狀況
以下是近年1日平均乘車人次。
| 乘車人次變化 | 乘車人次變化     |
| 年度         | 1日平均 乘車人次 |
| ------------ | ---------------- |
| 1999         | 635              |
| 2000         | 598              |
| 2001         | 588              |
| 2002         | 582              |
| 2003         | 602              |
| 2004         | 598              |
| 2005         | 573              |
| 2006         | 527              |
| 2007         | 497              |
| 2008         | 493              |
| 2009         | 464              |
| 2010         | 473              |
| 2011         | 468              |
| 2012         | 485              |
| 2013         | 486              |
| 2014         | 479              |
| 2015         | 489              |
| 2016         | 466              |
| 2017         | 461              |

## 車站周邊
- 備前市吉永綜合分所
- 市立吉永醫院（步行5分鐘。雖然在車站南邊，但是由於車站只有北邊出口，因此需要從北邊出口繞過東邊的平交道才能到達。）
- 岡山縣道、兵庫縣道96號岡山赤穗線（日语：岡山県道・兵庫県道96号岡山赤穂線）
- 岡山縣道404號都留岐吉永停車場線（日语：岡山県道404号都留岐吉永停車場線）
- 日本Goa合同會社 備前工廠
- 岡山縣道261號穗浪吉永停車場線（日语：岡山県道261号穂浪吉永停車場線）
- 吉永郵局(步行5分鐘)

## 巴士路線
東備西播定住自立圈 圈域巴士
備前路線（星期日與年尾年初暫停服務，由West神姬巴士運行）
吉永醫院(距離車站最近巴士站，步行5分鐘)～牛神社入口～三石站～渡瀨～福石下～關西福祉大學～赤穗市民醫院～AEON赤穗店
和氣町營巴士
吉永醫院線（只限平日運行）
吉永醫院(距離車站最近巴士站，步行5分鐘)～和氣站
備前市營巴士
三國和意谷線（逢星期二、四、五運行，由吉永的士運行）
吉永醫院前～吉永站～和意谷～飯掛下
八塔寺線（每日運行，由吉永的士運行）
八塔寺～大股～神根～吉永站、吉永醫院前
福石線（只限平日服務，由日生交通運行）
福石～三石～野谷～金谷～吉永站、吉永醫院前
南北、閑谷學校希望線（只限平日服務，由日生交通運行）
吉永站～閑谷學校～伊里駅～青石
吉永線（只限平日與星期六服務，由伊部交通運行）
片鐵片上～伊里中～閑谷～吉永站、吉永醫院前

## 相鄰車站
西日本旅客鐵道
 山陽本線
三石－吉永－和氣

## 注腳
1. ↑  JR出門網（三石站、吉永站）記載。
2. ↑  .   [2020-03-23]. （原始内容存档于2018-05-30）.
3. ↑  JR出門網（三石站、吉永站）的通告欄記載。
4. ↑  「岡山県統計年報」
5. ↑  .   [2020-03-23]. （原始内容存档于2019-05-01）.
6. ↑  町営バス｜和気町ホームページ （页面存档备份，存于） 2019年4月更新，2020年3月23日參閱
7. ↑  路線案内（時刻表等） - 備前市ホームページ （页面存档备份，存于） 2019年12月9日更新，2020年3月23日參閱

## 外部連結
- 吉永｜車站資訊：JR出門網 - 西日本旅客鐵道